# Maka Albarn
Maka Albarn (マカ・アルバーン Maka Arubān?) es un personaje ficticio y protagonista del manga y anime Soul Eater, creado por Atsushi Okubo. Maka es la técnica (職人 Shokunin?) de Soul Eater Evans.

## Características
Maka es una chica que normalmente lleva recogido el cabello en dos colas de caballo, y ojos verde oliva. Su vestimenta habitual consiste en una falda de colegiala de cuadros, camisa blanca con chaleco amarillo,corbata verde rayada y una gabardina negra, así como botas negras con hebillas blancas. Concorde a su personalidad, Maka tiene expresiones faciales muy poco exageradas, excepto cuando la ocasión lo requiere.
Su alma, cuando es vista por Stein, tiene color naranja y una forma superior similar sus coletas, que se convierten en alas cuando se sincroniza con Soul. Se menciona, al parecer, que su alma es bastante pequeña, en comparación con otros como Black Star.

## Personalidad
En su vida diaria, Maka es testaruda, directa y competitiva, y a veces deja que sus emociones saquen lo mejor de ella, algo que a veces resulta en un conflicto con sus compañeros, como cuando lucha al lado de Death the Kid o Black Star. Sin embargo, también es dada a admitir sus errores y es amable y cariñosa con sus amigos, aunque no duda en intervenir si hacen algo inapropiado. Maka es mayormente conocida por su coraje, y siempre está dispuesta a lanzarse sobre cualquier enemigo, no importa lo fuerte que sea. Además, posee una gran inteligencia, y disfruta con la lectura y los rompecabezas. Como hija de la actual Guadaña Mortal, Maka tiene altas expectativas de sí misma.
Maka tiene un profundo respeto por sus superiores, como Stein y Shinigami, y por lo general no duda en obedecer órdenes del Shibusen. Ella misma tiende a considerarse una estudiante modelo, y se atiene a las reglas de la escuela hasta el punto de sabérselas de memoria. Sin embargo, en algunos momentos no está segura de si obedecer al Shibusen o seguir su propio camino. Esto es mostrado en el anime, cuando Maka se ve obligada a decidir, frustrada, a seguir las órdenes del Shibusen o ir a salvar a Crona y Marie. No obstante, después de que Soul la motive, Maka se vuelve increíblemente decidida, hasta el punto de hacer caso omiso de las órdenes y atacar a Medusa, a pesar del pacto de no agresión que ésta había realizado con el Shibusen. Incluso al final, en su lucha contra Asura, Maka admite no ser buena siguiendo órdenes y que en última instancia prefiere ir a su manera. En el manga, también infringe las normas al usar la identificación de su padre para el control de los libros prohibidos de la biblioteca, aunque se disculpa sinceramente por ello.
Maka parece estar molesta por el hecho de que su cuerpo no se haya desarrollado mucho todavía, blanco de algunas bromas en la serie. Por lo general, reacciona violentamente a la conducta indeseable de Soul, golpeándole con el lomo de un pesado libro en la cabeza, algo que ella llama "Maka Chop". De hecho, incluso si el instigador no es Soul Maka suele descargar su ira sobre él, como cuando Blair juguetea con Soul.
Su padre, Spirit, es la actual Guadaña Mortal de Shinigami. Maka actúa como si odiase a su padre, ya que le ha pillado en constantes coqueteos con mujeres a pesar de su afirmación de ser leal a su exesposa (esto mismo fue la causa del divorcio), pero aún le sigue queriendo.
En el capítulo 51, el demonio ashura dice que Maka tiene sangre de arma pero se convirtió en mecánica/técnica o maestra de guadaña.
El doctor definió a Maka según su alma como "una persona seria que se esfuerza mucho".

## Historia
Maka nació el 20 de septiembre.
Años más tarde ella decide ser la compañera de Soul, ya que este le causa curiosidad.
Cuando era pequeña en el día de su graduación de primaria ella baila con su padre y este, después baila con la madre de una compañera de clase de Maka, que según ella se llama Sarah. También cuenta que cuando era pequeña su padre le leía libros, eso es la razón de que le gusten tanto. Ella heredó de su madre las vibraciones antimagia.

## Habilidades
Las habilidades de Maka son muy poderosas pero con altos riesgos, el golpe del Caza brujas es en realidad un ataque de su madre muy poderoso. Debido a que soul tiene sangre "negra" es peligroso para Maka realizar el caza brujas debido a que su sangre se mezcla con la de Maka. En el último episodio del anime se reconoce que tiene los mismos poderes que Spirit, los cuales la hacen muy poderosa pero solo funcionan cuando ella no tiene nada de miedo (solo en el anime).
Ella alarga partículas anti magia, habilidad heredada de su madre, y es una de los pocos que pueden usar el cazademonios que es parecido al cazabrujas pero más potente.